# Esztergályos Cecília
Esztergályos Cecília (Budapest, 1943. január 26. –) Kossuth- és Jászai Mari-díjas magyar színésznő, táncművész, érdemes és kiváló művész, a Halhatatlanok Társulatának örökös tagja.

## Életpályája
1960-ban az Állami Balettintézetben végzett mint balettművész (első mestere Szalay Karola volt), majd 1960–1963 között a Pécsi Balett szerződtette. 1964 és 1968 között Színház- és Filmművészeti Főiskola színművész szakának hallgatója volt, Simon Zsuzsa osztályában.
Diplomás színésznőként 1968-tól a Kazimir Károly vezette Thália Színház tagja volt. 1984-től 1990-ig a Nemzeti Színház művésze volt, ahol Sík Ferenccel és Vámos Lászlóval dolgozott együtt. 1990–91-ben a Veszprémi Petőfi Színház társulatához tartozott. 1991-től 1999-ig a Família Kft. című sorozat állandó főszereplője volt, közben nem tartozott társulathoz. 1999 és 2005 között szabadúszó.
2005-től 2011 szeptemberéig a József Attila Színház tagja. Elsősorban komika, kifinomult mozgáskultúráját vígjátékokban kamatoztatja. 2014-től az Újszínház tagja, mellette több helyen vendégszerepelt, például a Veszprémi Petőfi Színházban, a Vidám Színpadon, a debreceni Csokonai Színházban, a kecskeméti Katona József Színházban, a Budaörsi Latinovits Színházban.
Több mint ötvenéves pályafutása során közel kétszáz filmben és színdarabban játszott.

## Magánélete, családja
Édesapja Esztergályos Károly orvos, édesanyja Geréb Borbála fotóművész. Bátyja, Esztergályos Károly Balázs Béla-díjas rendező, öccse dr. Esztergályos János radiológus főorvos, az orvostudományok kandidátusa. 10 éves korában gyermekparalízisben szenvedett, de szerencsésen felépült.
Hatszor ment férjhez. 1962-ben babát várt a Fülöp Zsigmond színművésszel tartó kapcsolatában, azonban rubeola miatt nem tarthatta meg gyermekét. Elmondása alapján további háromszor esett még teherbe a színésztől. Első férje fél évig Bácskai Lauró István filmrendező volt. A második Dvorák István táncművész, a harmadik Takács Sándor taxisofőr, az operaház énekkarának énekese volt. Negyedik férje Dimulász Miklós színész volt. Ötödik férje Incze József színész volt. 1985 óta él házasságban hatodik férjével, Fonyódi Péterrel, aki a pszichológia és a kommunikáció doktora, korábban a Memphisz, a Corvina és a Pastoral együttes dobosa volt. Férjének, a korábbi kapcsolatából egy lánya van. Közös gyermekük nem született. Férjével 2007-től Solymáron, egy Makovecz Imre által tervezett házban lakik, előtte az Istenhegyi úton laktak. Szabadidejében festészettel és kerámiával foglalkozik, több kiállítása volt országszerte.

## Színházi szerepei
| Darab                                     | Szerep                  | Színház                             | Bemutató             |
| ----------------------------------------- | ----------------------- | ----------------------------------- | -------------------- |
| A Bermuda-háromszög botrány               | Tess La Ruffa           | Karinthy Színház                    |                      |
| A hattyú                                  | Mária Dominika hercegnő | Ruttkai Éva Színház                 | 2007. december 31.   |
| A királyasszony lovagja                   | Duenna                  | Thália Színház                      | 2010. március 19.    |
| A zarándoknő                              | Drusilla, a zarándoknő  | Budaörsi Játékszín                  | 2003. augusztus 28.  |
| Aranycsapat                               | Ollállá                 | József Attila Színház               | 2006. május 20.      |
| Az alvó férj                              | Mici                    | Karinthy Színház                    | 1999. május 20.      |
| Bolond vasárnap                           | Veronika, igazgatónő    | Karinthy Színház                    | 2001. november 23.   |
| Csak kétszer vagy fiatal                  | Julia                   | József Attila Színház               | 2005. október 8.     |
| Este fess a pesti nő                      |                         | Ruttkai Éva Színház                 |                      |
| Halló, halló!                             | Mama                    | József Attila Színház               |                      |
| Holdbéli csónakos                         | Paprika Jancsi          | Vörösmarty Színház                  | 2001. január 12.     |
| Kaviár                                    | Márta, vénlány          | József Attila Színház               | 2005. április 21.    |
| Legyen a feleségem                        | Edna Chapman            | József Attila Színház               | 2007. október 19.    |
| Leszállás Párizsban                       |                         | Pódium Színház                      |                      |
| Négyesikrek                               | Amy Hardcastle          | József Attila Színház               | 2009. június 20.     |
| Nem ér a nevem                            | Linda Swan              | Örkény István Színház               | 1997. szeptember 28. |
| Othello Gyulaházán                        | Pötyike, súgó           | József Attila Színház               | 2008. március 8.     |
| Sose halunk meg                           | Deutsch néni            | József Attila Színház               | 2007. április 14.    |
| Sose halunk meg                           | Deutsch néni            | Kincsem Park                        | 2010. szeptember 4.  |
| Szellemidézés                             | Csilla                  | Karinthy Színház                    | 2002. március 16.    |
| Tigris Lili                               | Astrid de Wanzenried    | Centrál Színház (volt Vidámszínpad) | 1999. április 17.    |
| Tombol az erény                           | Paulette                | Újpest Színház                      | 2001. szeptember 1.  |
| Utazás nénikémmel                         | Auguszta                | Éjszakai Színház                    | 2001. szeptember 29. |
| Veszélyes szeszélyek                      | Barbara                 | Ruttkai Éva Színház                 | 2008. július 24.     |
| Vörös malom                               | Rex, főördög            | Körúti Színház                      | 2007. augusztus 7.   |
| Adáshiba                                  | Bódogné                 | Veszprémi Petőfi Színház            | 2012. december 14.   |
| Mici néni két élete                       | Hangay Mici             | József Attila Színház               | 2010. december 11.   |
| Meg tudom magyarázni… (De ki az a BUBUS?) | Mama (Jolán anyja)      | Vidám Színpad                       | 2016. október 9.     |

## Filmszerepei

### Játékfilmek
- Te (1961) (Szabó István rövidfilmje, Balázs Béla Stúdió)
- Elveszett paradicsom (1962)
- Tücsök (1963)
- Álmodozások kora (1964)
- Mit csinált felséged 3-tól 5-ig? (1964)
- Az aranyfej (1964)
- A pénzcsináló (1964)
- Fiúk a térről (1967)
- Kötelék (1968)
- Az alvilág professzora (1969)
- Illatos út a semmibe (1973)
- Régi idők focija (1973)
- A Pendragon legenda (1974)
- Déryné, hol van? (1975)
- BUÉK! (1978)
- Ajándék ez a nap (1979)
- Boldog születésnapot, Marilyn (1980)
- Kojak Budapesten (1980)
- Vámmentes házasság (1980)
- Kabala (1982)
- Vőlegény (1982)
- Felhőjáték (1983)
- Egy kicsit én, egy kicsit te… (1984)
- Vakvilágban (1986)
- Isten veletek, barátaim! (1987)
- Amerikából jöttem… (1989)
- Meteo (1989)
- Emberrabló lányok (1990)
- Szerelmes szívek (1991)
- Aglaja (2012)
- Férfikor (2017)

### Tévéfilmek
- Kakuk Marci nagy szerencséje (1966)
- Princ, a katona (1966)
- Társasjáték (1967)
- Bors (1968)
- Szende szélhámosok (1968)
- Karagőz (1973)
- Téli sport (1974)
- Aranyborjú (1974)
- Az ezeregy éjszaka meséi (1974)
- Kalevala (1974)
- Felelet 1–6. (1975)
- Tisztesség mindenáron (1975)
- Hungária Kávéház (6. epizód) (1976)
- Ady novellák (1977)
- A kisfiú meg az oroszlánok (1977)
- Az ész bajjal jár (1977)
- Boldogság (1977)
- A nagy ékszerész (1978)
- A bunker 1–3. (1978)
- Cseresznyéskert (1979)
- Wiener Walzer (1980)
- A hétfejű tündér (1981)[25]
- Szálka, hal nélkül (1984)
- A hattyú halála (1984)
- Szellemidézés (1984)
- Nyolc évszak 1–8. (1987)
- Édes Anna (1990)
- Família Kft. (1991–1999)
- Privát kopó (1992)
- Zenés húsvét (1993)
- Így írtok ti (1994)
- Kávéház (2001)
- Lili (2003)
- Örkény lexikon (2007)
- Állomás (2008)
- Barátok közt (2009)
- Jóban Rosszban (2010)
- Hazatalálsz (2023–2024)
- Pepe (2023)

## Díjai, elismerései
- Jászai Mari-díj (1974)
- Magyar Filmkritikusok Díja – Legjobb női alakítás díja (1979, 1981)
- San Remó-i fesztivál legjobb női alakítás díja (1981)
- Chicagói Ezüst Hugó-díj (1981)
- Érdemes művész (1982)
- Erzsébet-díj (1993)
- A Magyar Köztársasági Érdemrend kiskeresztje /polgári tagozat/ (1996)
- József Attila-gyűrű (2008)
- Pécsi Sándor-díj (2012)
- Kiváló művész (2013)[26]
- Kossuth-díj (2018)
- Örökös tag a Halhatatlanok Társulatában (2020)
- Emberi Hang Életműdíj (2022)
- A Magyar Filmakadémia életműdíja (2023)[27]
- Arany Medál Életműdíj (2023)

## Könyve
- Adj békét, Uram! Budapest: Sportpropaganda. 1986.  ISBN 963-7543-33-3

## Portréfilmek
- Te (2006)
- XXI. század – Esztergályos Cecília (2013)
- Hogy volt?! – Esztergályos Cecília születésnapjára (2013)
- Képregény – Esztergályos Cecília (2016) – Hír TV
- Ez itt a kérdés – Születésnapi beszélgetés Esztergályos Cecíliával (2020)
- Húzós – Esztergályos Cecília (2020) – ATV
- Kontúr – Esztergályos Cecília (2023)

## Tévéműsora
- OLD(S)COOL (2019–2020) – (LifeTV)

## Származása, rokonsága
Nagyapjáról írta az alábbiakat az Adj békét Uram! című könyvében: 

„Nagyapám szociáldemokrata politikus volt, négy cikluson keresztül Pécs városát képviselte az országgyűlésben. Halála előtt a Népszava szerkesztője volt…”

Apai nagyapja Esztergályos János országgyűlési képviselő, szerkesztő, testvérei pedig Esztergályos Károly rendező és dr. Esztergályos János orvos.
| Esztergályos Cecília (Budapest, 1943. jan. 26.) színésznő | Apja: Esztergályos Károly (Budapest, 1909. jún. 21.– Budapest, 1973. júl. 3.) orvos                        | Apai nagyapja: Esztergályos János (Dunaföldvár, 1873. dec. 5.– Budapest, 1941. máj. 4.) országgyűlési képviselő, szerkesztő | Apai nagyapai dédapja: Esztergályos Antal                    |
| Esztergályos Cecília (Budapest, 1943. jan. 26.) színésznő | Apja: Esztergályos Károly (Budapest, 1909. jún. 21.– Budapest, 1973. júl. 3.) orvos                        | Apai nagyapja: Esztergályos János (Dunaföldvár, 1873. dec. 5.– Budapest, 1941. máj. 4.) országgyűlési képviselő, szerkesztő | Apai nagyapai dédanyja: Aczél Anna                           |
| Esztergályos Cecília (Budapest, 1943. jan. 26.) színésznő | Apja: Esztergályos Károly (Budapest, 1909. jún. 21.– Budapest, 1973. júl. 3.) orvos                        | Apai nagyanyja: Panyik Cecília (Galánta, 1873. nov. 21.– Budapest, 1937. aug. 4.)                                           | Apai nagyanyai dédapja: Panyik József                        |
| Esztergályos Cecília (Budapest, 1943. jan. 26.) színésznő | Apja: Esztergályos Károly (Budapest, 1909. jún. 21.– Budapest, 1973. júl. 3.) orvos                        | Apai nagyanyja: Panyik Cecília (Galánta, 1873. nov. 21.– Budapest, 1937. aug. 4.)                                           | Apai nagyanyai dédanyja: Safranyik Szabina                   |
| Esztergályos Cecília (Budapest, 1943. jan. 26.) színésznő | Anyja: Geréb Borbála (1928-ig Goldberger) (Budapest, 1911. szept. 23.– Budapest, 1984. nov. 2.) fotóművész | Anyai nagyapja: Goldberger Vilmos (1885. júl. 27.–?) könyvelő                                                               | Anyai nagyapai dédapja: Goldberger Lajzer Illés cipészmester |
| Esztergályos Cecília (Budapest, 1943. jan. 26.) színésznő | Anyja: Geréb Borbála (1928-ig Goldberger) (Budapest, 1911. szept. 23.– Budapest, 1984. nov. 2.) fotóművész | Anyai nagyapja: Goldberger Vilmos (1885. júl. 27.–?) könyvelő                                                               | Anyai nagyapai dédanyja: Weisz Jozefa                        |
| Esztergályos Cecília (Budapest, 1943. jan. 26.) színésznő | Anyja: Geréb Borbála (1928-ig Goldberger) (Budapest, 1911. szept. 23.– Budapest, 1984. nov. 2.) fotóművész | Anyai nagyanyja: Márkus Ilona (Budapest, 1887. ápr. 11.–?) tanítónő, telefonközpontos                                       | Anyai nagyanyai dédapja: Márkus Zsigmond kereskedő           |
| Esztergályos Cecília (Budapest, 1943. jan. 26.) színésznő | Anyja: Geréb Borbála (1928-ig Goldberger) (Budapest, 1911. szept. 23.– Budapest, 1984. nov. 2.) fotóművész | Anyai nagyanyja: Márkus Ilona (Budapest, 1887. ápr. 11.–?) tanítónő, telefonközpontos                                       | Anyai nagyanyai dédanyja: Briller Jozefa                     |